# 旺多姆城堡

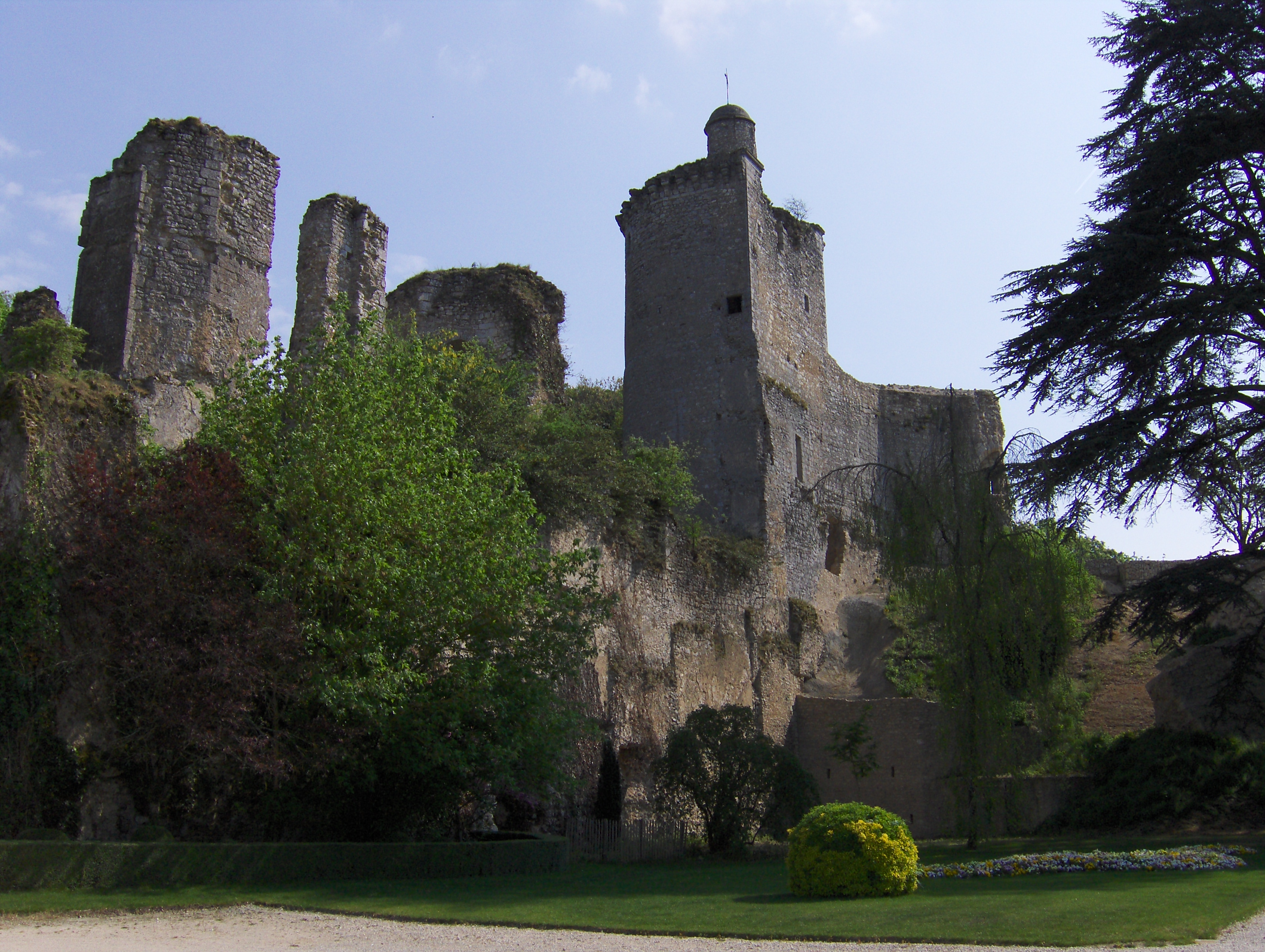

旺多姆城堡（Château de Vendôme）是一座古老城堡的遗址，其遗迹位于法国中央-卢瓦尔河谷大区卢瓦-谢尔省旺多姆，卢瓦尔河拐角处左岸的小山上，俯瞰山脚下的城市，及圣三修道院（Abbaye de la Trinité），并控制着沙特尔-图尔的主要道路。1840年，城堡遗址列为法国历史遗迹。